# Breitensteiner Bäuerin
Die Breitensteiner Bäuerin, auch als Schelmbachsteinloch bekannt, ist eine natürliche Karsthöhle bei Königstein im Oberpfälzer Landkreis Amberg-Sulzbach in Bayern.

## Lage
Die Höhle liegt etwa 3050 Meter westlich der Ortskirche von Königstein am Nordhang des 514,8 m ü. NN hohen Berges Schelmbachstein.

## Beschreibung
Die Breitensteiner Bäuerin wird aufgrund ihrer Lage am Schelmbachstein auch Schelmbachsteinloch genannt. Die Höhle hat eine Gesamtganglänge von etwa 230 und eine Höhendifferenz von 44 Metern. Im Höhlenkataster Fränkische Alb (HFA) ist sie mit der Katasternummer A 32, vom Bayerischen Landesamt für Umwelt als Geotop 371H003, als Naturdenkmal und vom Bayerischen Landesamt für Denkmalpflege als Bodendenkmal D-3-6335-0010 ausgewiesen.
Die Höhle ist ein verzweigtes Etagensystem mit Gängen, Hallen und Verbindungsschächten. Der Einstieg erfolgt über zwei Einstiegschächte durch Abseilen in die 12 Meter tiefer gelegene Cramerhalle. Sie ist mit 25 Metern Länge, 10 Metern Breite und 7 Metern Höhe der größte Raum der Höhle. Über einen Verbindungsgang im Inneren der Höhle gelangt man zum eindrucksvollen Vollrathschacht mit etwa 25 Metern Tiefe, der zum tiefstgelegenen Raum, der Muskathalle, führt. Dieser Raum hat je etwa 10 Meter Durchmesser und Höhe. In den oberen Etagen sind kleinere Seitenräume um den Einsturzschacht angelegt.
In der Höhle befinden sich verschiedene Druck- und Laugungsausformungen, Verbruchformen, Dolomitasche, Höhlenlehm sowie verschiedene Sinterformen.
Im Winter kann es an den Eingängen zu Eisbildungen kommen.

## Geschichte
Ihren eigentümlichen Namen verdankt die Höhle Kunigunde Schuhmann, der Gattin des Pächters des Breitensteiner Hofgutes von 1683 bis 1720, Hans Schumann aus Haunritz. Die Bäuerin war wegen ihres Geizes und ihrer Hartherzigkeit als böses Weib verrufen. Eine Sage erzählt, dass sie nach ihrem Tod im Jahr 1729 in einen Raben verwandelt und in die rabenschwarze Höhle verbannt wurde. Noch heute soll ihr Geist dort hausen.
Ein erster nachgewiesener Abstieg in die bereits lange Zeit bekannte Höhle erfolgte 1910. Erste Untersuchungen machte Major Neischl im Jahr 1912 in der Höhle, umfangreich dokumentiert und vermessen wurde sie 1923 von Richard Spöcker.
Die geschichtliche Bedeutung der Höhle ist durch archäologische Funde belegt. Am Schachtgrund der Cramerhalle fand Josef Richard Erl im Jahr 1924 menschliche Skelettreste, Bronzeschmuck und Keramik aus der Urnenfelderzeit und der Hallstattzeit. Einige der Schädel wiesen Schlagverletzungen auf, aber eine rituelle oder kultische Handlung konnte nicht bewiesen werden. Die Funde befinden sich in der Obhut der Naturhistorischen Gesellschaft Nürnberg.

## Zugang

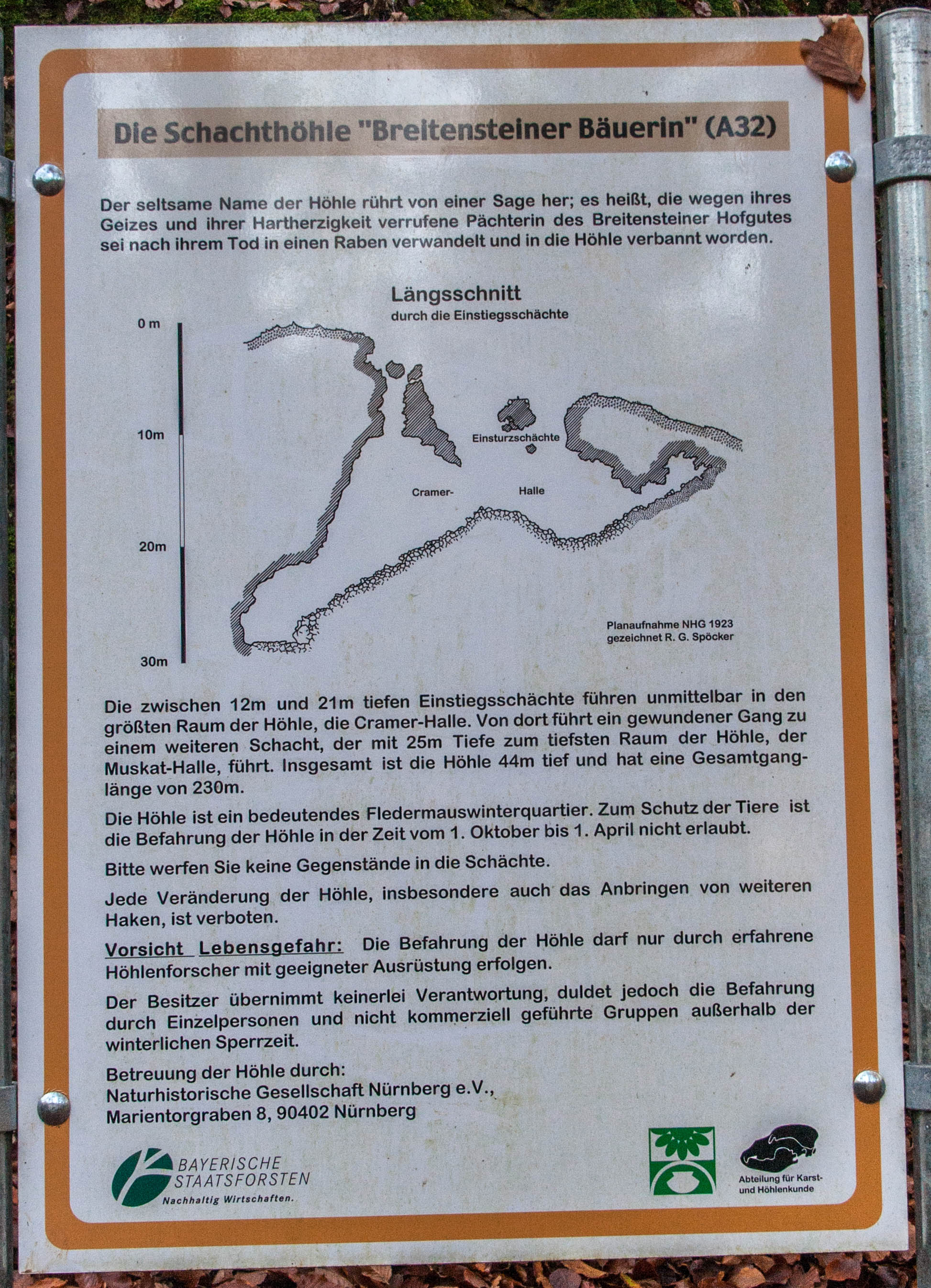
Infotafel

Zur Höhle gelangt man zu Fuß über einen mit blauem Punkt gekennzeichneten Wanderweg. Ein Parkplatz befindet sich an der Verbindungsstraße Königstein – Neuhaus an der Pegnitz.
Die beiden Einstiege sind mit einem Geländer gesichert. Es kommt dort immer wieder zu Unfällen. Die Höhle sollte deshalb nur von sehr erfahrenen Höhlengängern befahren werden.
Aufgrund des Höhlenschutzes und der dort überwinternden Fledermäuse ist sie von Oktober bis April nicht zu befahren.

## Umgebung
Am Schelmbachstein befinden sich auch die Anton-Völkel-Grotte und die Durchgangshöhle Sonnenuhr.